# Décathlon aux Jeux olympiques d'été de 1968
Pour un article plus général, voir Athlétisme aux Jeux olympiques d'été de 1968.
Navigation
Tokyo 1964 Munich 1972
L'épreuve du décathlon aux Jeux olympiques de 1968 s'est déroulée les 18 et 19 octobre 1968 au Stade olympique universitaire de Mexico, au Mexique. Elle est remportée par l'Américain Bill Toomey.

## Résultats

### Finale
| Rang               | Athlète                  | Pays                 | Points     | Notes |
| ------------------ | ------------------------ | -------------------- | ---------- | ----- |
| Médaille d'or      | Bill Toomey              | États-Unis           | 8193       |       |
| Médaille d'argent  | Hans-Joachim Walde       | Allemagne de l'Ouest | 8111       |       |
| Médaille de bronze | Kurt Bendlin             | Allemagne de l'Ouest | 8064       |       |
| 4                  | Mykola Avilov            | Union soviétique     | 7909       |       |
| 5                  | Joachim Kirst            | Allemagne de l'Est   | 7861       |       |
| 6                  | Tom Waddell              | États-Unis           | 7719       |       |
| 7                  | Rick Sloan               | États-Unis           | 7692       |       |
| 8                  | Steen Smidt-Jensen       | Danemark             | 7648       |       |
| 9                  | Ed de Noorlander         | Pays-Bas             | 7554       |       |
| 10                 | Manfred Tiedtke          | Allemagne de l'Est   | 7551       |       |
| 11                 | Lennart Hedmark          | Suède                | 7481       |       |
| 12                 | Walter Dießl             | Autriche             | 7465       |       |
| 13                 | Clive Longe              | Grande-Bretagne      | 7338       |       |
| 14                 | Wu Ah-Min                | Taipei chinois       | 7209       |       |
| 15                 | Spas Dzhurov             | Bulgarie             | 7173       |       |
| 16                 | Roger Lespagnard         | Belgique             | 7125       |       |
| 17                 | Urs Trautmann            | Suisse               | 7044       |       |
| 18                 | Franz Biedermann         | Liechtenstein        | 6323       |       |
| 19                 | Don Vélez                | Nicaragua            | 5943       |       |
|                    | Jānis Lanka              | Union soviétique     | DNF (7227) |       |
|                    | Gert Herunter            | Autriche             | DNF        |       |
|                    | Hansruedi Kunz           | Suisse               | DNF        |       |
|                    | Charlemagne Anyamah      | France               | DNF        |       |
|                    | Roberto Carmona          | Mexique              | DNF        |       |
|                    | Valbjörn Þorláksson      | Islande              | DNF        |       |
|                    | Herbert Wessel           | Allemagne de l'Est   | DNF        |       |
|                    | Chen Chuan-Show          | Taipei chinois       | DNF        |       |
|                    | Rein Aun                 | Union soviétique     | DNF        |       |
|                    | Ho Henh Phươc            | Viêt Nam             | DNF        |       |
|                    | Horst Mandl              | Autriche             | DNF        |       |
|                    | Dominique Rakotorahalahy | Madagascar           | DNF        |       |
|                    | Werner von Moltke        | Allemagne de l'Ouest | DNF        |       |
|                    | Werner Duttweiler        | Suisse               | DNF        |       |

## Légende
Records et Performances
- AR : Record continental (area record)
- CR : Record des championnats (championship record)
- MR : Record du meeting (meet record)
- NR : Record national (national record)
- OR : Record olympique (olympic record)
- PR : Record paralympique (paralympic record)
- PB : Record personnel (personal best)
- SB : Meilleure performance personnelle de la saison (season's best)
- WL : Meilleure performance mondiale de l'année (world leader)
- WJR : Record du monde junior (world junior record)
- WR : Record du monde (world record)

Circonstances et Conditions
- DNF : N'a pas terminé (did not finish)
- DNS : N'a pas pris le départ (did not start)
- DQ : Disqualification (disqualification)
- NM : Aucun essai valable enregistré (No Mark)
- Q : Qualifié « directement » au prochain tour (ou à la prochaine compétition), lors d'une compétition majeure, grâce au classement ou à la réalisation des minima (automatic qualifier)
- q : Qualifié au prochain tour (ou à la prochaine compétition), lors d'une compétition majeure, grâce au repêchage ou à la réalisation de l'une des meilleures performances parmi celles des « non qualifiés directement » (grâce au meilleur temps ou à la meilleure distance par exemple) (secondary qualifier)